# Arul Kumer Barat
Arul Kumer Barat is een bestuurslaag in het regentschap Aceh Tengah van de provincie Atjeh, Indonesië. Arul Kumer Barat telt 639 inwoners (volkstelling 2010).